# Erebochlora albida
Erebochlora albida là một loài bướm đêm trong họ Geometridae.